# Ruslan Abdullayev
Ruslan Abdullayev, ros. Руслан Абдуллаевич Абдуллаев, Rusłan Abdułłajewicz Abdułłajew (ur. 7 marca 1944, Azerbejdżańska SRR, zm. 30 stycznia 2002 w Baku, Azerbejdżan) – azerski piłkarz, grający na pozycji napastnika, trener piłkarski.

## Kariera piłkarska

### Kariera klubowa
W 1963 rozpoczął karierę piłkarską w Neftianiku Baku. W 1966 przeszedł do Dinama Kirovabad, ale po roku powrócił do Neftianika, który potem zmienił nazwę na Neftçi Baku. W drugiej połowie 1968 ponownie występował w Dinamie Kirovabad, po czym powrócił do klubu z Baku, w którym zakończył karierę piłkarza w roku 1972.

## Kariera trenerska
Po zakończeniu kariery piłkarza rozpoczął pracę szkoleniowca. W 1974 dołączył do sztabu szkoleniowego rodzimego klubu Neftçi PFK, gdzie pracował przez rok. Od 1978 do 1979 ponownie pomagał trenować Neftçi. W 1982 po raz pierwszy samodzielnie prowadził Araz Nachiczewan, a potem ponownie wrócił do Neftçi, gdzie pracował jako asystent, a od sierpnia 1984 oraz od czerwca 1985 do końca 1986 stał na czele klubu. Od sierpnia 1987 do maja 1990 pracował w tunezyjskim Club Africain Tunis. W czerwcu 1990 został po raz kolejny mianowany na stanowisko głównego trenera Neftçi, którym kierował do kwietnia 1991. W 1993 prowadził Turan Tovuz. W lipcu 1997 ponownie stał na czele Neftçi, a podczas przerwy zimowej sezonu 1997/98 przeniósł się do Kəpəz Gəncə. Od 28 października 1999 do 21 sierpnia 2000 obejmował stanowisko głównego trenera tureckiego klubu Erzurumspor.
30 stycznia 2002 zmarł z powodu udaru mózgu.

## Sukcesy i odznaczenia

### Sukcesy trenerskie
Kəpəz Gəncə
- mistrz Azerbejdżanu: 1997/98

### Odznaczenia
- tytuł Mistrza Sportu ZSRR: 1966
- tytuł Zasłużonego Trenera Azerbejdżańskiej SRR: 1990